# Orihivka, Lutuhîne
Orihivka (în ucraineană Оріхівка) este localitatea de reședință a comunei Orihivka din raionul Lutuhîne, regiunea Luhansk, Ucraina.

## Demografie
Componența lingvistică a localității Orihivka
     Rusă (91,67%)
     Ucraineană (6,46%)
     Alte limbi (0,24%)
Conform recensământului din 2001, majoritatea populației localității Orihivka era vorbitoare de rusă (91,67%), existând în minoritate și vorbitori de ucraineană (6,46%).